# Кшановиці (гміна)
Гміна Кшанови́це (пол. Gmina Krzanowice) — місько-сільська гміна у південній Польщі. Належить до Рациборського повіту Сілезького воєводства.
Адміністративний центр — місто Кшановице.
Станом на 31 грудня 2011 у гміні проживало 5914 осіб.

## Територія
Згідно з даними за 2007 рік площа гміни становила 47.06 км², у тому числі:
- орні землі: 90.00 %
- ліси: 0.00 %

Таким чином, площа гміни становить 8.65 % площі повіту.

## Населення
Станом на 31 грудня 2011:
| Опис     | Загалом | Загалом | Чоловіки | Чоловіки | Жінки | Жінки |
| -------- | ------- | ------- | -------- | -------- | ----- | ----- |
| одиниця  | осіб    | %       | осіб     | %        | осіб  | %     |
| все      | 5914    | 100     | 2896     | 48.97    | 3018  | 51.03 |
| міське   | 2235    | 100     | 1068     | 47.79    | 1167  | 52.21 |
| сільське | 3679    | 100     | 1828     | 49.69    | 1851  | 50.31 |

## Сусідні гміни
Гміна Кшановице межує з такими гмінами: Кшижановіце, Петровіце-Вельке, Рацибуж.